# Europees aanhoudingsbevel
Het Europees aanhoudings- of arrestatiebevel (EAB) is een gerechtelijk besluit dat in een lidstaat van de Europese Unie wordt genomen en waarin men een andere lidstaat verzoekt een verdachte van een misdrijf of een veroordeelde over te leveren. Doel is een vergemakkelijking van de overlevering van verdachten en veroordeelden binnen de Europese Unie.

## Voorwaarden
Een dergelijk bevel kan worden uitgevaardigd indien er sprake van is dat:
- iemand tot vier of meer maanden gevangenisstraf is veroordeeld en er geen mogelijkheid van hoger beroep meer bestaat
- iemand wordt verdacht van een strafbaar feit waarop meer dan 12 maanden gevangenisstraf staat

De strafbare feiten moeten ook strafbaar zijn in de lidstaat die om uitlevering wordt verzocht, de zogenoemde dubbele strafbaarheid. Gaat het om bepaalde strafbare feiten waarvoor in de verzoekende lidstaat een maximumstraf van drie jaar of meer bestaat dan kan een toetsing naar dubbele strafbaarheid achterwege blijven. Deze bepaalde strafbare feiten zijn: 
- corruptie
- deelname aan criminele organisatie
- doodslag
- fraude
- handel in gestolen voertuigen
- mensenhandel
- moord
- racisme
- terrorisme
- verkrachting
- vervalsing
- vreemdelingenhaat
- kinderpornografie en seksuele uitbuiting
- illegale wapenhandel

Overlevering vindt niet plaats indien:
- de persoon in kwestie in de verzochte lidstaat reeds voor hetzelfde vergrijp is veroordeeld (ne bis in idem)
- de persoon in kwestie in de verzochte lidstaat als te jong wordt beschouwd om strafrechtelijk te kunnen worden vervolgd
- er een amnestieregeling voor het betreffende strafbare feit in de verzochte lidstaat bestaat

Weigering om over te leveren is onder andere mogelijk als:
- de feiten geheel of gedeeltelijk zijn gepleegd op het grondgebied van de uitvoerende staat
- de persoon in kwestie in een ander land reeds voor hetzelfde vergrijp is veroordeeld
- de strafvervolging of de straf verjaard zijn naar het recht van de uitvoerende staat

De regeringen kunnen niet langer weigeren hun eigen burgers over te leveren om terecht te staan in een andere EU-lidstaat. Ze moeten de verdachten binnen 90 dagen na hun aanhouding overleveren.

## Toepassingsgebied
Het Europees aanhoudingsbevel werd op 1 januari 2004 in de volgende EU-lidstaten van kracht:
- België
- Denemarken
- Finland
- Ierland
- Portugal
- Spanje
- Verenigd Koninkrijk
- Zweden

In Nederland ging het Europees aanhoudingsbevel als onderdeel van de Overleveringswet op 29 april 2004 in. 
België heeft een voorbehoud gemaakt voor wat betreft het onherroepelijk worden van de uitlevering indien de verdachte/veroordeelde daarmee heeft ingestemd maar daar later op terug wenst te komen, Nederland heeft dit niet gedaan.